# Hlassamè
Hlassamè è un arrondissement del Benin situato nella città di Lalo (dipartimento di Kouffo) con 15.624 abitanti (dato 2006).